# Straight Shooter
Straight Shooter — второй альбом британской рок-группы Bad Company, выпущенный 2 апреля 1975 года лейблом Island в Великобритании и лейблом Swan Song в США. Ремастирован и переиздан в 1994 году. В 2015 году вышло новое переиздание с добавление большого количества бонус-треков, включающих более ранние версии некоторых вошедших в альбом композиций.

## Об альбоме
По словам музыкального критика, этот альбом «сделан из того же материала», что и предшествующий, но с использованием немного более богатой музыкальной палитры.
Straight Shooter достиг #3 в UK Albums Chart и Billboard 200 и стал золотым уже через месяц после выхода. Две композиции из альбома были выпущены в виде сингловː «Good Lovin' Gone Bad» (март 1975) и «Feel like Makin' Love» (август 1975), которые достигли соответственно #36 и #10 в Billboard Hot 100.

## Список композиций
| №  | Название                | Автор(ы)        | Длительность |
| -- | ----------------------- | --------------- | ------------ |
| 1. | «Good Lovin' Gone Bad»  | Ralphs          | 3:35         |
| 2. | «Feel like Makin' Love» | Rodgers, Ralphs | 5:12         |
| 3. | «Weep No More»          | Simon Kirke     | 3:59         |
| 4. | «Shooting Star»         | Rodgers         | 6:16         |

| №  | Название                 | Автор(ы)        | Длительность |
| -- | ------------------------ | --------------- | ------------ |
| 5. | «Deal with the Preacher» | Rodgers, Ralphs | 5:01         |
| 6. | «Wild Fire Woman»        | Rodgers, Ralphs | 4:32         |
| 7. | «Anna»                   | Kirke           | 3:41         |
| 8. | «Call on Me»             | Rodgers         | 6:03         |

| №   | Название                                            | Автор(ы)                            | Длительность |
| --- | --------------------------------------------------- | ----------------------------------- | ------------ |
| 1.  | «Good Lovin' Gone Bad» (Alternate Vocal & Guitar)   | Ralphs                              | 3:21         |
| 2.  | «Feel Like Makin' Love» (Take Before Master)        | Rodgers, Ralphs                     | 5:44         |
| 3.  | «Weep No More» (Early Slow Version)                 | Kirke                               | 5:07         |
| 4.  | «Shooting Star» (Alternate Take)                    | Rodgers                             | 5:33         |
| 5.  | «Deal with the Preacher» (Early Version)            | Rodgers, Ralphs                     | 5:40         |
| 6.  | «Anna» (Alternate Vocal)                            | Kirke                               | 3:42         |
| 7.  | «Call on Me» (Alternate Take)                       | Rodgers                             | 5:45         |
| 8.  | «Easy on My Soul» (Slow Version)                    | Rodgers                             | 6:47         |
| 9.  | «Whiskey Bottle» (Early Slow Version)               | Rodgers, Ralphs, Kirke, Boz Burrell | 3:45         |
| 10. | «See the Sunlight» (Previously Unreleased)          | Rodgers, Ralphs                     | 4:40         |
| 11. | «All Night Long» (Previously Unreleased)            | Rodgers                             | 4:47         |
| 12. | «Wild Fire Woman» (Alternate Vocal & Guitar)        | Rodgers, Ralphs                     | 4:10         |
| 13. | «Feel like Makin' Love» (Harmonica Version)         | Rodgers, Ralphs                     | 5:52         |
| 14. | «Whiskey Bottle» (B-Side of "Good Lovin' Gone Bad") | Rodgers, Ralphs, Kirke, Burrell     | 3:48         |

## Участники записи
- Пол Роджерс — вокал, ритм-гитара, фортепиано
- Майк Ралфс — соло-гитара, клавишные
- Боз Баррел — бас-гитара
- Саймон Кирк — ударные

## Позиции в хит-парадах
Годовые чарты:
| Год  | Хит-парад                    | Позиция |
| ---- | ---------------------------- | ------- |
| 1975 | Великобритания (Gallup Poll) | 33      |
| 1975 | Канада (RPM Year-End)        | 30      |